# أندريس رجا
أندريس رجا (بالإستونية: Andres Raja)‏ هو منافس ألعاب قوى إستوني، ولد في 2 يونيو 1982 في سانت بطرسبرغ في روسيا.

## وصلات خارجية
- أندريس رجا على موقع الاتحاد الدولي لألعاب القوى (الإنجليزية)
- أندريس رجا على موقع الاتحاد الأوروبي لألعاب القوى (الإنجليزية)
- أندريس رجا على موقع اللجنة الأولمبية الدولية (الإنجليزية)
- أندريس رجا على موقع أوليمبيديا (الإنجليزية)